# Эдвардс, Сандра
Са́ндра Э́двардс (англ. Sandra Edwards; 12 марта 1938, Лос-Анджелес, Калифорния — 2 июня 2017, Палм-Спрингс, Калифорния) — американская актриса и фотомодель.

## Биография
Сандра Эдвардс родилась в Лос-Анджелесе (штат Калифорния, США).
В мае 1957 года Сандра была Playmate мужского журнала «Playboy», а в период 1958—1961 годов она снялась в 16-ти фильмах и телесериалах.
8 декабря 1961 года Сандра вышла замуж за актёра Тома Гилсона (1934—1962) и в этот же день родила их сына — Томаса С. Гилсона-младшего. В августе 1962 года супруги расстались после «оскорбительного поведения Тома», и Эдвардс переехала вместе с сыном к своей сестре и зятю. 6 октября 1962 года Гилсон со скандалом ворвался в дом к Эдвардс и в результате бурной ссоры она его застрелила из дробовика. Суд оправдал Эдвардс, мотивирую тем, что её поступок был «убийством в целях самообороны», однако из-за скандала в связи с её преступлением она не смогла продолжить свою карьеру.